# Yoshida Brothers
Yoshida Brothers (jap. 吉田兄弟 Yoshida Kyōdai) - japońscy muzycy, którzy wydali kilka albumów w Domo Records. Wykonawcy są parą braci. Zespół zadebiutował w 1999 roku. Ich pierwszy album sprzedał się w ponad 100.000 egzemplarzy i zmienił ich z drobnych gwiazdek Japonii w zespół przyciągający międzynarodową publiczność. Ich muzyka jest szybka, pełna brzmień perkusji i stylu Tsugaru-jamisen oraz innych regionalnych wpływów muzycznych. Swoje utwory wykonują na tradycyjnym shamisenie, a także korzystają z nowoczesnych instrumentów takich jak perkusja, gitara elektryczna czy też syntezator.

## Skład
Ryōichirō Yoshida (吉田 良一郎, ur. 26 lipca 1977), oraz Ken'ichi Yoshida (吉田 健一, ur. 16 grudnia 1979) obaj urodzili się w mieście Noboribetsu w prefekturze Hokkaido w Japonii.

## Dyskografia
- Ibuki (1999)
- Move (2000)
- Soulful (2002)
- Yoshida Brothers (2003)
- Frontier (2003) (alias Yoshida Brothers 2005)
- Renaissance (2004)
- Yoshida Brothers II (2004)
- Yoshida Brothers III (2006)
- Hishou (2007) Todo el mundo
- Best of Yoshida Brothers - Tsugaru Shamisen (2008)
- Nightmare Revisited (2008)
- Prism (2009)